# Illa Łapidus
Illa Josypowycz Łapidus, ukr. Ілля Йосипович Лапідус, ros. Илья Иосифович Лапидус, Ilja Iosifowicz Łapidus (ur. 19??, Imperium Rosyjskie, zm. 19??, Ukraińska SRR) – ukraiński trener piłkarski i tenisowy.

## Kariera trenerska
Na początku sierpnia 1939 roku objął prowadzenie Dynama Odessa, który trenował do końca roku.
Również pracował jako trener tenisa.